# Himalayismo
L'himalaismo (francese himalayisme, tedesco Himalayabergsteigen, inglese Himalayan climbing) è una fase storica dell'alpinismo, svoltasi nella regione dell'Himalaya nel XX secolo, soprattutto nella seconda metà del secolo.

## Descrizione

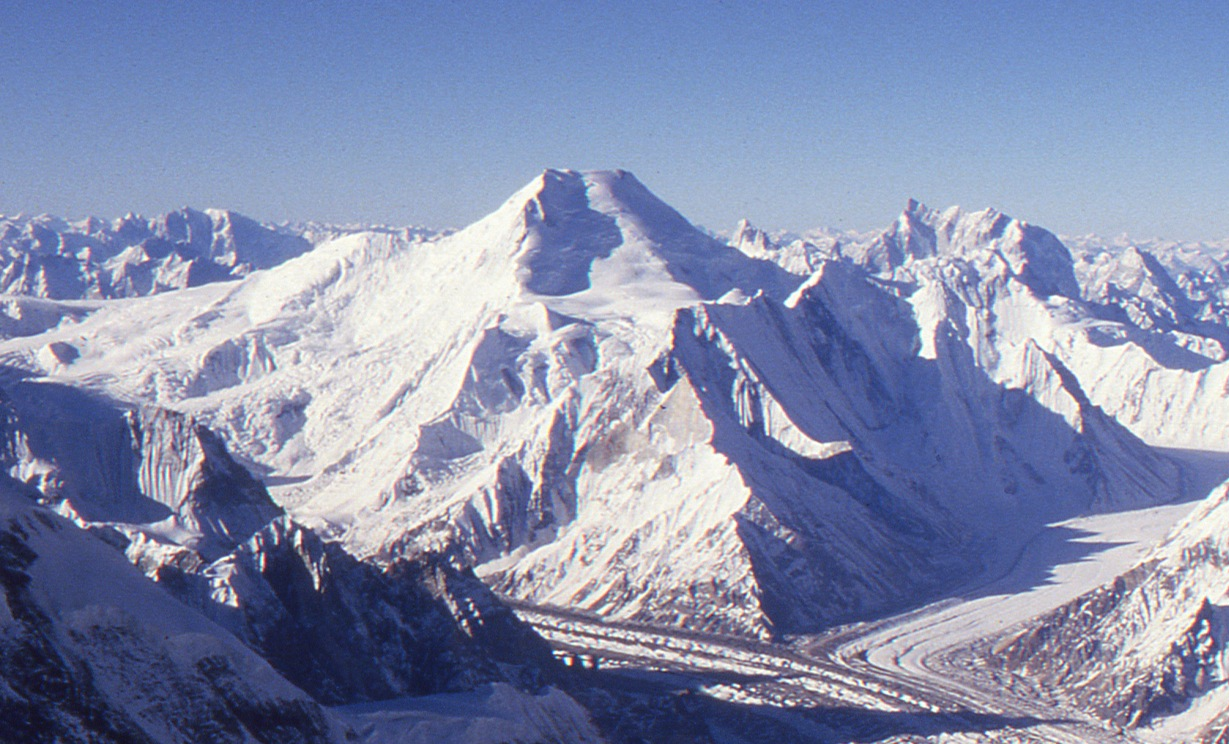
Chogolisa

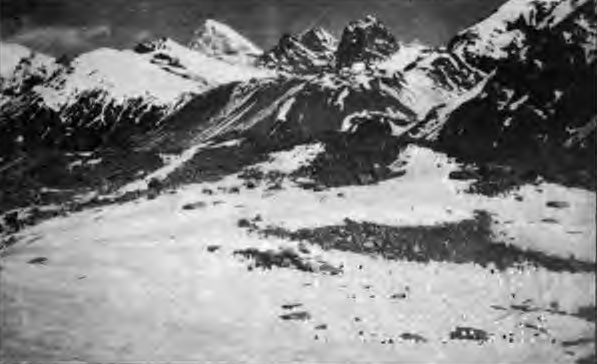
Kāmet

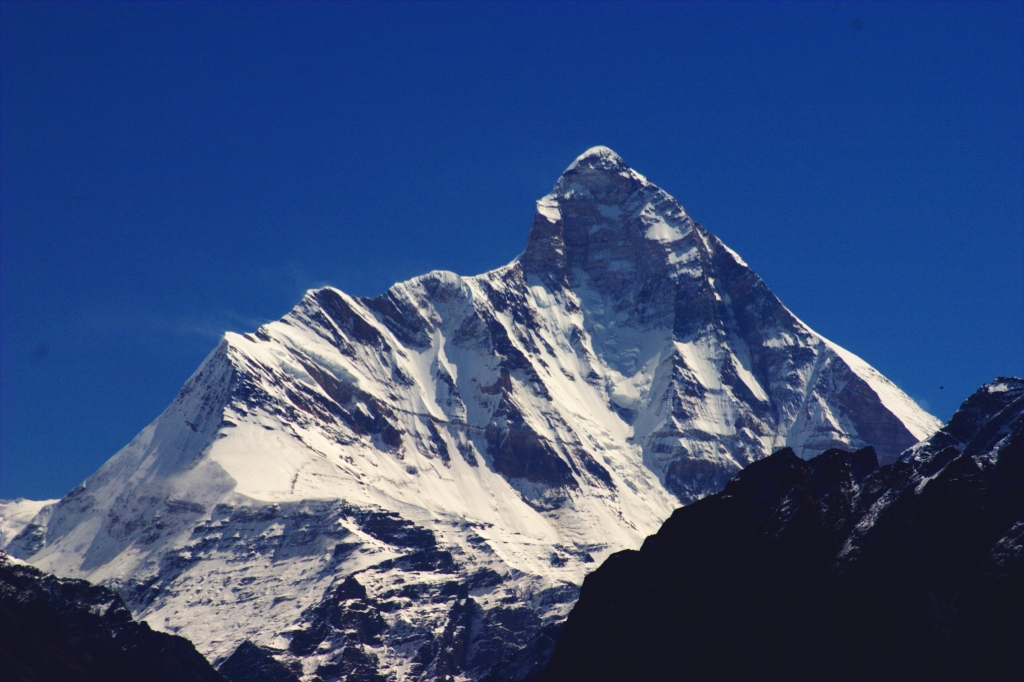
Nanda Devi

È caratterizzata dall'approccio alla montagna in gruppi numerosi, mediante l'utilizzo di portatori, e con l'uso di mezzi pesanti. Ha grossi costi, tali da richiedere l'intervento di agenzie facoltose se non addirittura enti nazionali.
La salita viene effettuata allestendo campi intermedi, progressivamente riforniti anche con l'ausilio di portatori, tra il campo base e la vetta, con l'utilizzo di corde fisse ed eventualmente di bombole d'ossigeno. Per ultimo viene effettuato un assalto finale alla vetta partendo dal campo più alto. Questo stile, al contrario dello stile alpino, comporta un grande dispendio di tempo, mezzi e uomini.
Queste grandi spedizioni si sono rivolte ai grandi colossi himalaiani, tipicamente gli ottomila, e, nonostante la nobiltà degli eroismi e l'importanza delle imprese compiute, spesso costate vite umane, si son concluse spesso negativamente se non in maniera disastrosa: basti pensare ai ripetuti scacchi dell'Everest (1922, 1924, 1933, 1935, 1936) o del Nanga Parbat (1932, 1934, 1987). 
L'approccio "alpino" alle cime himalaiane, (es. Fosco Maraini e Reinhold Messner), cioè piccole spedizioni con poche persone e poche infrastrutture, si è invece rivelato, bilanciando costi e benefici, di gran lunga favorito.

### Conquiste
Di seguito le "conquiste" storiche, oltre le note ottomila:
- Trisul (7120 m), nel 1907 da Tom Longstaff, primo settemila ad essere asceso.
- Chogolisa (7654 m), nel 1909 dal duca degli Abruzzi Luigi Amedeo (raggiunse i 7500).
- Pauhunri (7128 m), nel 1910 da Kellas.
- Nun Kun (7087 m) nel 1913 da Mario Piacenza.
- Kāmet (7756 m) nel 1931 da R. Greene, R. Holdsworth, Kesar Singh, Lewa, E. E. Shipton, F. S. Smythe.
- Nanda Devi (7817 m) nel 1936 da N. E. Odell y H. W. Tilman.
- Kāmet (7756 m) nel 1931 da R. Greene, R. Holdsworth, Kesar Singh, Lewa, E. E. Shipton, F. S. Smythe.
- Pumori (7161 m)  nel 1978 da Claude Zimmermann e Fausto Tettamanti.